# 北奔重型汽车集团

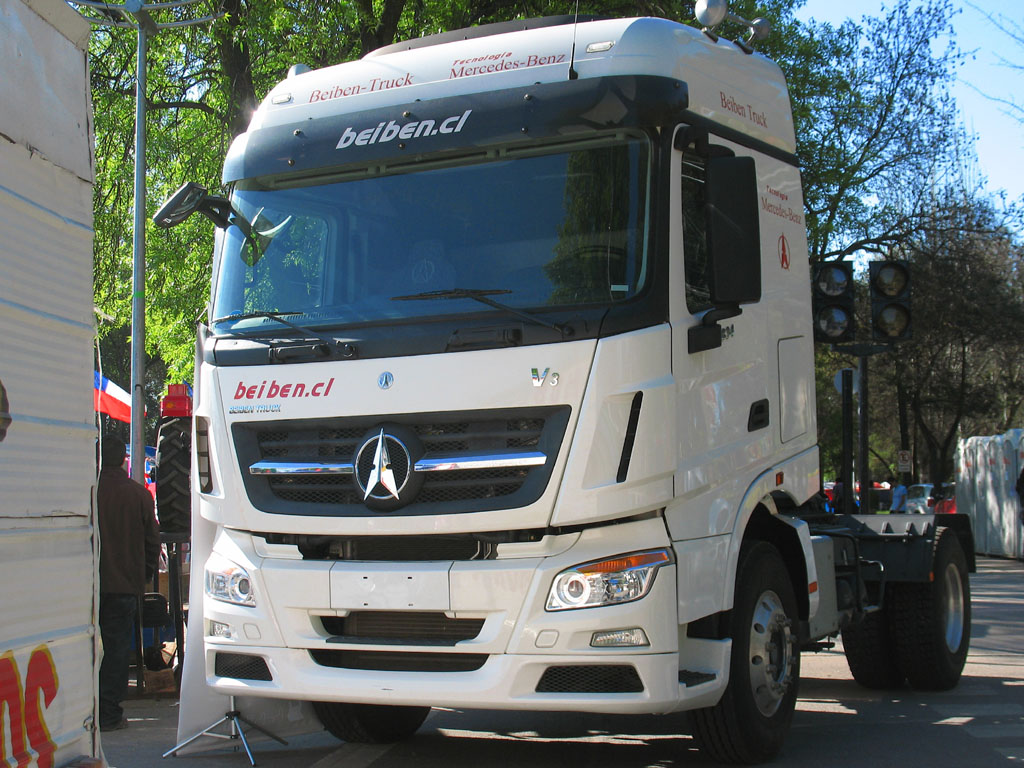
BeiBen V3 1834 2014

北奔重型汽车集团是一家生產重型貨車的製造商，位於中華人民共和國內蒙古自治區的包頭市。為中国北方工业部份。

## 历史
公司成立於1988年，在與戴姆勒賓士簽署一份協議後開始幫梅賽德斯-賓士生產貨車。1996年开始自产北奔牌货车。2010年，北奔公司的年產達四萬輛貨車。

## 車型
- BeiBen V3
- BeiBen NG80
- NG80B
- BeiBen KK Mining Dump Truck
- Tiema

## 外部連結
- 北奔重型汽车集团有限公司（页面存档备份，存于）（簡体中文）
- BEIBEN Trucks Group CO.,LTD（页面存档备份，存于）（英語）
- 北奔公司的新加坡網頁（页面存档备份，存于）（英語）
- ERSB網頁